# Harriot Kezia Hunt
Harriot Kezia Hunt, född 1805, död 1875, var en amerikansk läkare. Hon blev år 1847 den första kvinna som (utan framgång) ansökte om att få studera vid Harvard University (Harvard Medical School).
Harriot Kezia Hunt drev en flickpension i sitt hem 1827-1833 och studerade sedan medicin privat under doktor Richard Dixon Mott. Hon öppnade sin egen praktik 1835, och använde sig främst av naturmediciner. Hon ansökte 1847 om att få studera medicin vid Harvard, något som först övervägdes men nekades efter stor uppmärksamhet och opposition. Hon fick 1853 ett hedersdiplom av Female Medical College of Pennsylvania, som tre år dessförinnan hade blivit den första högskola som tog emot kvinnliga medicinstuderande.